# アスンプタ・セルナ
アスンプタ・セルナ（Assumpta Serna, 本名：María Asunción Rodés Serna、1957年9月16日 - ）は、スペインの女優。アサンプタ・セルナとも表記される。バルセロナ出身。スペインをはじめ、ヨーロッパ各国やハリウッド作品と幅広く出演している。

## 主な出演作品
- ドン・コルレオーネの娘/禁断 Le cercle des passions (1983)
- 欲望の裏側 Lola (1986)
- マタドール〈闘牛士〉 炎のレクイエム Matador (1986)
- ファルコン・クレスト Falcon Crest (1989) テレビドラマ
- 蘭の女 Wild Orchid (1990)
- DEA/コロンビア麻薬戦争 Drug Wars: The Cocaine Cartel (1991) テレビミニシリーズ
- リボルバー/ 復讐の銃弾 Revolver (1992) テレビ映画
- からみつく愛欲の罠 Chain of Desire (1992)
- 炎の英雄 シャープ Sharpe's Rifles (1993) テレビ映画
- 炎の英雄 シャープ2 イーグルを奪え Sharpe's Eagle (1993) テレビ映画
- 緑のハインリヒ Der grüne Heinrich (1993)
- 潜入!黄金の三角地帯/よみがえるソルジャー Day of Reckoning (1994)
- 炎の英雄 シャープ 怒りの突撃 Sharpe's Company (1994) テレビ映画
- 炎の英雄 シャープ 死闘の果て Sharpe's Enemy (1994) テレビ映画
- ノストラダムス Nostradamus (1994)
- 百一夜 Les cent et une nuits de Simon Cinéma (1995)
- シューター The Shooter (1995)
- ザ・クラフト The Craft (1996)
- キング・オブ・ファイヤー Henry VIII (2003) テレビ映画
- ピアノチューナー・オブ・アースクエイク The Piano Tuner of EarthQuakes (2005)
- 副王家の一族 I Viceré (2007)
- ハーフ・デイズ Uncertainty (2008)
- ボルジア 欲望の系譜 Borgia (2011-2014) テレビドラマ